# عزلة بني عيد (عمران)

تعديل مصدري - تعديل

عزلة بني عيد هي إحدى عزل مديرية ظليمة حبور في محافظة عمران اليمنية ويبلغ تعداد سكانها 8461 نسمة حسب التعداد السكاني في اليمن لعام 2004.

## روابط خارجية
- الجهاز المركزي للإحصاء بالجمهورية اليمنية
- المركز الوطني للمعلومات باليمن
- World Gazetteer:Yemen
- الدليل الشامل